# Т
Т, т (en cursiva Т, т) és una lletra de l'alfabet ciríl·lic, correspon a la T de l'alfabet llatí. Representa el so /t/, tret de quan va seguida de Ь o d'una vocal palatalitzada: aleshores representa el so /tʲ/.
Prové directament de la lletra tau (T) de l'alfabet grec. En majúscula s'assembla a la T llatina, però en minúscula és simplement una versió de T majúscula reduïda: т. En cursiva, però, la minúscula (т) s'assembla molt a la m minúscula llatina.

Т т manuscrita

## Taula de codis
| Codificació de caràcters | Tipus     | Decimal | Hexadecimal | Octal  | Binari              |
| ------------------------ | --------- | ------- | ----------- | ------ | ------------------- |
| Unicode                  | Majúscula | 1058    | 0422        | 002042 | 0000 0100 0010 0010 |
| Unicode                  | Minúscula | 1090    | 0442        | 002102 | 0000 0100 0100 0010 |
| ISO 8859-5               | Majúscula | 194     | C2          | 302    | 1100 0010           |
| ISO 8859-5               | Minúscula | 226     | E2          | 342    | 1110 0010           |
| KOI 8                    | Majúscula | 244     | F4          | 364    | 1111 0100           |
| KOI 8                    | Minúscula | 212     | D4          | 324    | 1101 0100           |
| Windows 1251             | Majúscula | 210     | D2          | 322    | 1101 0010           |
| Windows 1251             | Minúscula | 242     | F2          | 362    | 1111 0010           |